# Płomień Sosnowiec
„Kazimierz Płomień” Sosnowiec – klub siatkówki mężczyzn z siedzibą w Sosnowcu, który uczestniczył w krajowych i zagranicznych rozgrywkach ligowych w latach 1992–2016.   

## Nazwa
Dotychczasowe nazwy klubu
- GKS „Kazimierz Płomień” Sosnowiec (1992–1999)
- GKS „Kazimierz Płomień” – „Polska Energia” Sosnowiec (1999–2002)
- Kazimierz Płomień – Polska Energia SSA Sosnowiec (2002–2005)
- „PKE Polska Energia” Sportowa Spółka Akcyjna (2005–2006)
- Płomień SSA Sosnowiec (2006–2007)
- Płomień SA Sosnowiec (2007–2008)
- Uczniowski Klub Sportowy „Kazimierz Płomień” Sosnowiec (2008–2011)
- UKS Międzyszkolnego Ośrodka Sportowego „Kazimierz Płomień” Sosnowiec (2011–2015)

## Historia rozgrywek
W 1992 r. rozpoczęto likwidację Kopalni Węgla Kamiennego „Saturn” (dawna kopalnia „Milowice” w Sosnowcu), będącej przez ponad 60 lat patronem Górniczego Klubu Sportowego „Płomień Milowice”. W związku z tym podjęto decyzję o fuzji ekstraklasowego Płomienia z KS „Górnik” Kazimierz (beniaminka I ligi Serii A) i utworzeniu nowego podmiotu o nazwie GKS „Kazimierz Płomień” Sosnowiec (połączenie nazw obydwu założycieli), jako kontynuatora oraz spadkobiercę ich tradycji, co stało się faktem w sierpniu 1992 r.. Nowy klub przystąpił od razu do rozgrywek I ligi Serii A. W 1996 r. zdobył mistrzostwo Polski i wystartował w siatkarskiej lidze mistrzów. W sezonie 2000/2001, po pozyskaniu nowego sponsora, powołano do życia sportową spółkę akcyjną (SSA), a drużyna występowała pod nazwą KP – Polska Energia SSA Sosnowiec. Po sezonie rozgrywkowym 2001/2002 spadający do serii B zespół połączył się 17 czerwca 2002 r. z przechodzącą kłopoty finansowe Stolarką Wołomin i  zajął jej miejsce w Polskiej Lidze Siatkówki. W 2003 i 2004 r. sosnowiczanie zdobyli dwukrotnie Puchar Polski. W sezonie 2005/2006 klub pozyskał nowego sponsora tytularnego, ale zespół występujący pod nazwą „PKE Polska Energia” Sportowa Spółka Akcyjna zaliczył spadek do I ligi rozgrywkowej. Prowadzony przez trenera Mirosława Zawieracza Płomień SSA Sosnowiec wywalczył awans do ligowej ekstraklasy. Po ukończonym na siódmej pozycji sezonie 2007/2008 klub Płomień SA Sosnowiec z powodów finansowych wycofał drużynę z rozgrywek Polskiej Ligi Siatkówki. 30 czerwca 2008 r. prezes honorowy Piotr Hałasik ogłosił zakończenie sponsorowania klubu przez grupę kapitałową BH Steel, którą  reprezentował, co w praktyce oznaczało rozwiązanie zespołu. 
W 2008 r. zgłoszono do rozgrywek na szczeblu wojewódzkim w IV lidze oparty na młodzieży zespół UKS „Kazimierz Płomień” Sosnowiec. Dzięki rezygnacji z gry KPKS Halemba i barażowi z Coroną Rudniki rozpoczęli występy na parkietach III ligi. W sezonie 2011/2012 nastąpiła fuzja drużyn dwóch sosnowieckich klubów UKS „Kazimierz Płomień” Sosnowiec oraz MKS MOS „Płomień” Sosnowiec, tworząc zespół o  nazwie UKS MOS „Kazimierz Płomień” Sosnowiec. Po sezonie 2013/2014 sosnowiczanie prowadzeni przez trenera Dariusza Sobieraja awansowali do II ligi siatkówki. W 2016 r. zespół występujący w hali MOSiR w Milowicach pod nazwą Płomień Sosnowiec zajął dziewiąte miejsce w grupie 5 i nie przystąpił do dalszych rozgrywek ligowych w sezonie 2016/2017. 

## Sukcesy
- Mistrzostwa Polski:
  -  Mistrzostwo - sezon 1995/1996[3]
- Puchar Polski:
  -  Zdobywcy - sezon 2002/2003, sezon 2003/2004
- Międzynarodowy Turniej Siatkarski Beskidy:
  -  (2003)

## Tabela rozgrywek (1991–2016)
| Sezon – Liga                | Miejsce | Mecze (Z-P) | Uwagi                                                 |
| --------------------------- | ------- | ----------- | ----------------------------------------------------- |
| 1991/1992 – I liga          | 7.      | 28 (10-18)  |                                                       |
| 1992/1993 – I liga          | 5.      | 28 (13-15)  | 3. miejsce w Pucharze Polski                          |
| 1993/1994 – I liga          | 4.      | 40 (16-24)  | porażka o 3. miejsce z Czarnymi Radom                 |
| 1994/1995 – I liga          | 6.      | 40 (14-14)  |                                                       |
| 1995/1996 – I liga          | 1.      | 40 (26-14)  | zwycięstwo w finale z Legią Warszawa                  |
| 1996/1997 – I liga          | 4.      | 40 (17-11)  | 3. miejsce w Pucharze Polski                          |
| 1997/1998 – I liga seria A  | 7.      | 32 (13-9)   |                                                       |
| 1998/1999 – I liga seria A  | 8.      |             |                                                       |
| 1999/2000 – I liga seria A  | 4.      |             | półfinalista Pucharu Polski                           |
| 2000/2001 – PLS             | 10.     | 24 (6-18)   | porażka w play-out 2-4 z GTPS Gorzów Wlkp.            |
| 2001/2002 – II liga seria B | 5.      | 22 (15-7)   | fuzja ze Stolarką Wołomin i zajęcie jej miejsca w PLS |
| 2002/2003 – PLS             | 4.      | 27 (13-14)  | Zdobywca Pucharu Polski                               |
| 2003/2004 – PLS             | 5.      | 29 (15-14)  | Zdobywca Pucharu Polski                               |
| 2004/2005 – PLS             | 8.      | 32 (7-25)   | półfinalista Pucharu Polski                           |
| 2005/2006 – PLS             | 10.     | 22 (2-20)   | porażka w play-out 0-4 z Jokerem Piła                 |
| 2006/2007 – I liga          | 1.      | 30 (26-4)   | zwycięstwo w finale play-off 3-0 z Jokerem Piła       |
| 2007/2008 – PLS             | 7.      | 27 (10-17)  | wycofanie klubu z rozgrywek                           |
| 2008/2009 – III liga        | 12.     | 26 (7-19)   |                                                       |
| 2009/2010 – III liga        | 6.      | 22 (12-10)  |                                                       |
| 2010/2011 – III liga        | 15.     | 16 (8-14)   |                                                       |
| 2011/2012 – III liga        | .       |             |                                                       |
| 2012/2013 – III liga        | .       |             |                                                       |
| 2013/2014 – III liga        | 1.      | 30 (28-2)   | 2. miejsce w turnieju finałowym                       |
| 2014/2015 – II liga         | 7.      | 18 (9-9)    |                                                       |
| 2015/2016 – II liga         | 9.      | 22 (9-13)   |                                                       |

Poziom rozgrywek:
     najwyższy ogólnokrajowy
     drugi
     trzeci
     czwarty

## Kadra trenerska
- Waldemar Wspaniały (1992–1995)[12]
- Andrzej Urbański (1995–1996, 2001–2003)
- Ryszard Kruk (1997–1999)
- Marek Karbarz (1999–2001)
- Jerzy Salwin (2003–2004)
- Marian Kardas (2004–2006)
- Radosław Panas (2006)[13]
- Mirosław Zawieracz (2006–2008)
- Adam Pachołek
- Dariusz Sobieraj

## Zawodnicy klubu
- Marek Kwieciński
- Grzegorz Wagner
- Łukasz Żygadło
- Damian Dacewicz
- Robert Malicki
- Rafał Legień
- Rafał Błaszczyk
- Zbigniew Żukowski
- Marcin Nowak
- Marcin Grygiel
- Michal Masný
- Krzysztof Niedziela
- Wojciech Kaźmierczak
- Jakub Łomacz
- Paweł Pietkiewicz
- Mariusz Kuczko
- Łukasz Jurkojć
- Geir Eithun
- Adrian Stańczak
- Petr Divis
- Robert Hupka
- Grzegorz Kosok
- Tomasz Tomczyk
- Rafał Musielak
- Zbigniew Zieliński
- Krzysztof Ignaczak
- Grzegorz Szymański
- Marek Fornal
- Radosław Panas
- Sławomir Szczygieł
- Szymon Żurawski
- Mariusz Syguła
- Haroldas Čyvas
- Mario Żelić
- Bartłomiej Soroka
- Marcin Kudłacik
- Rafał Cimochowski
- Zbigniew Bartman
- Daniel Pliński
- Peter Diviš
- Sławomir Kudłaczewski
- Piotr Gabrych
- Dominik Kwapisiewicz
- Dariusz Szulik
- Robert Kiwior
- Bartosz Schmidt
- Zbigniew Buraczyński
- Roman Socha